# Dinastia Osman
La dinastia Osman, dinastia osmanlí, dinastia otomana o Casa Imperial d'Osman va regir l'Imperi Otomà des de 1299 a 1923 (amb la destitució de Mehmet VI i la instauració de la República de Turquia).
Osman I va iniciar aquesta dinastia declarant-se soldà (no s'ha d'incloure dins la dinastia al seu pare Ertuğrul), però la dinastia no va ser proclamada oficialment fins a Orhan.
El soldà va ser l'únic i absolut governant, cap de l'estat i cap de govern de l'imperi (com a mínim oficialment) encara que de facto gran part del poder estava en altres oficials que en principi eren subordinats seus, especialment el títol de gran visir. El soldà residia al palau de Topkapı que principalment era un harem o serrall.
El primer osmanlí que realment va exercir el títol de soldà (que era més prestigiós que el d'emir) va ser Murad I, que governà de 1359 a 1389.
Amb la conquesta de Constantinoble de 1453, es va obrir el camí perquè l'estat otomà esdevingués un imperi amb el soldà Mehmed II prenent aleshores el títol de padixah (پادشاه), un títol persa que significa senyor de reis.
A més dels títols seglars l'Imperi Otomà esdevingué califat de l'Islam des de Selim I.

## El nom
La paraula otomà és una catalanització històrica del nom d'Osman I, el fundador de l'imperi i de la dinastia d'Osman, també coneguda com a dinastia otomana. Al seu torn, el nom d'Osman era la forma en llengua turca del nom àrab Uthman (àrab: عثمان, ʿUthmān). En turc otomà l'Imperi era conegut com a دولت عليه عثمانیه, Devlet-i ʿAlīye-yi ʿOsmānīye, literalment ‘el Suprem Estat Otomà’, o alternativament عثمانلى دولتى, ʿOsmānlı Devleti. En turc modern es coneix com a Osmanlı İmparatorluğu, ‘l'Imperi Otomà’, o Osmanlı Devleti, ‘l'Estat Otomà’.